# Claude Keisch
Claude Keisch (geboren 1938) ist ein deutscher Kunsthistoriker und Kurator.

## Leben
Keisch promovierte 1970 an der Humboldt-Universität zu Berlin mit der Abhandlung Zum sozialen Gehalt und zur Stilbestimmung deutscher Plastik 1550–1650: Sachsen, Brandenburg, Anhalt, Stifter Magdeburg und Halberstadt. Anschließend begann er seine Tätigkeit an der Nationalgalerie auf der Berliner Museumsinsel. Hier arbeitete er als Kurator bis zum Beginn seines Ruhestandes 2003. Er wirkte an zahlreichen Ausstellungen der Nationalgalerie mit und veröffentlichte eine Vielzahl von Aufsätzen, vor allem zur Kunst des 19. Jahrhunderts. Besonders intensiv setzte er sich mit Adolph von Menzel auseinander. Vielbeachtet war vor allem die Ausstellung zu Menzel 1996, die in Berlin, Paris und Washington D.C. gezeigt wurde.

## Veröffentlichungen (Auswahl)
- Zum sozialen Gehalt und zur Stilbestimmung deutscher Plastik 1550–1650: Sachsen, Brandenburg, Anhalt, Stifter Magdeburg und Halberstadt, Dissertation, Berlin 1970.
- Abschied, Reise, Heimkehr, eine Motivgruppe zwischen Empfindsamkeit und Biedermeier, Nationalgalerie, Berlin 1974.
- Wieland Förster: Plastik u. Zeichnung. VEB Verlag der Kunst; Dresden 1977.
- Adolph Menzel: 1815–1905; das Labyrinth der Wirklichkeit, Ausstellungskatalog Nationalgalerie Berlin, Musée d’Orsay Paris und National Gallery of Art, Washington, D.C., DuMont, Köln 1996, ISBN 978-3-7701-3704-6.
- Fontane und die bildende Kunst, Ausstellungskatalog Nationalgalerie Berlin, Henschel, Berlin 1998, ISBN 	978-3-89487-315-8.
- Cézanne in Berlin: 28 Werke aus den Staatlichen Museen und aus Privatbesitz, Ausstellungskatalog Museum Berggruen, Berlin 2000.
- Landschaft Revolution Geschichte: Adolph Menzel, die Bittschrift, Ausstellungskatalog Nationalgalerie Berlin, DuMont, Köln 2002, ISBN 978-3-8321-7270-1.
- Göttin, Passantin, Stele: Max Klingers Amphitrite, DuMont, Köln 2003, ISBN 978-3-8321-7226-8.
- Die Alte Nationalgalerie Berlin, Beck, München und Scala, London 2005, ISBN 978-3-406-52313-7.
- Adolph Menzel, Briefe, zusammen mit Marie Ursula Riemann-Reyer, Deutscher Kunstverlag, Berlin und München 2009, ISBN 	978-3-422-06740-0.
- So malerisch!: Menzel und Friedrich der Zweite, Ausstellungskatalog Nationalgalerie Berlin, Seemann, Leipzig 2012, ISBN 978-3-86502-284-4.
- „Daumier ist ungeheuer!“ (Max Liebermann), Gemälde, Zeichnungen, Graphik, Bronzen von Honoré Daumier, Nicolai, Berlin 2013, ISBN 978-3-89479-774-4.